# Wash and go
Wash and go er en eksperimentalfilm instrueret af Kassandra Wellendorf efter eget manuskript.

## Handling
En dans mellem en spand og en hårmanke.